# Kurt von Koseritz
Friedrich Fedor Kurt von Koseritz (* 25. Oktober 1838 in Dessau; † 1. März 1916 in Gernrode) war ein deutscher Staatsmann im Herzogtum Anhalt.

## Leben
Koseritz besuchte das Gymnasium in Dessau. Nach dem Abitur studierte er an der Universität Leipzig und der Ruprecht-Karls-Universität Heidelberg Philosophie, Staatswissenschaften und Rechtswissenschaften. 1859 wurde er im Corps Saxo-Borussia Heidelberg recipiert. Nach dem Studium und der Promotion zum Dr. iur. wurde er 1861 Auskultator bei der Kreisdirektion in Köthen und 1866 herzoglich-anhaltischer Regierungsreferendar. 1872 trat er in den preußischen Staatsdienst über. 1873–1889 war er Landrat des Kreises Wittenberg. 1886–1892 vertrat er den Wahlkreis Merseburg 2 (Schweinitz, Wittenberg) im Preußischen Abgeordnetenhaus. Er gehörte der Fraktion der Konservativen Partei (Preußen) an. Zwischenzeitlich wegen seiner Beförderung zum Polizeipräsidenten ausgeschieden, schied er am 16. Mai 1892, einen Tag nach seiner Ernennung zum Staatsminister in Anhalt, endgültig aus dem Preußischen Abgeordnetenhaus aus. 1890–1892 war er Polizeipräsident in Potsdam. 1892 wurde er als Nachfolger von Anton von Krosigk zum Anhaltischen Haus- und Staatsminister berufen. Er erwarb große Teile der Halbinsel Sirmione im Gardasee und erbaute dort ab 1898 die „Villa von Koseritz“. Dort lebte er nach seiner Pensionierung (1903) bis zur Enteignung durch das Königreich Italien (1861–1946) im Ersten Weltkrieg durch den Londoner Vertrag (1915). Die Villa wird heute unter dem Namen Villa Cortine als Luxushotel betrieben.

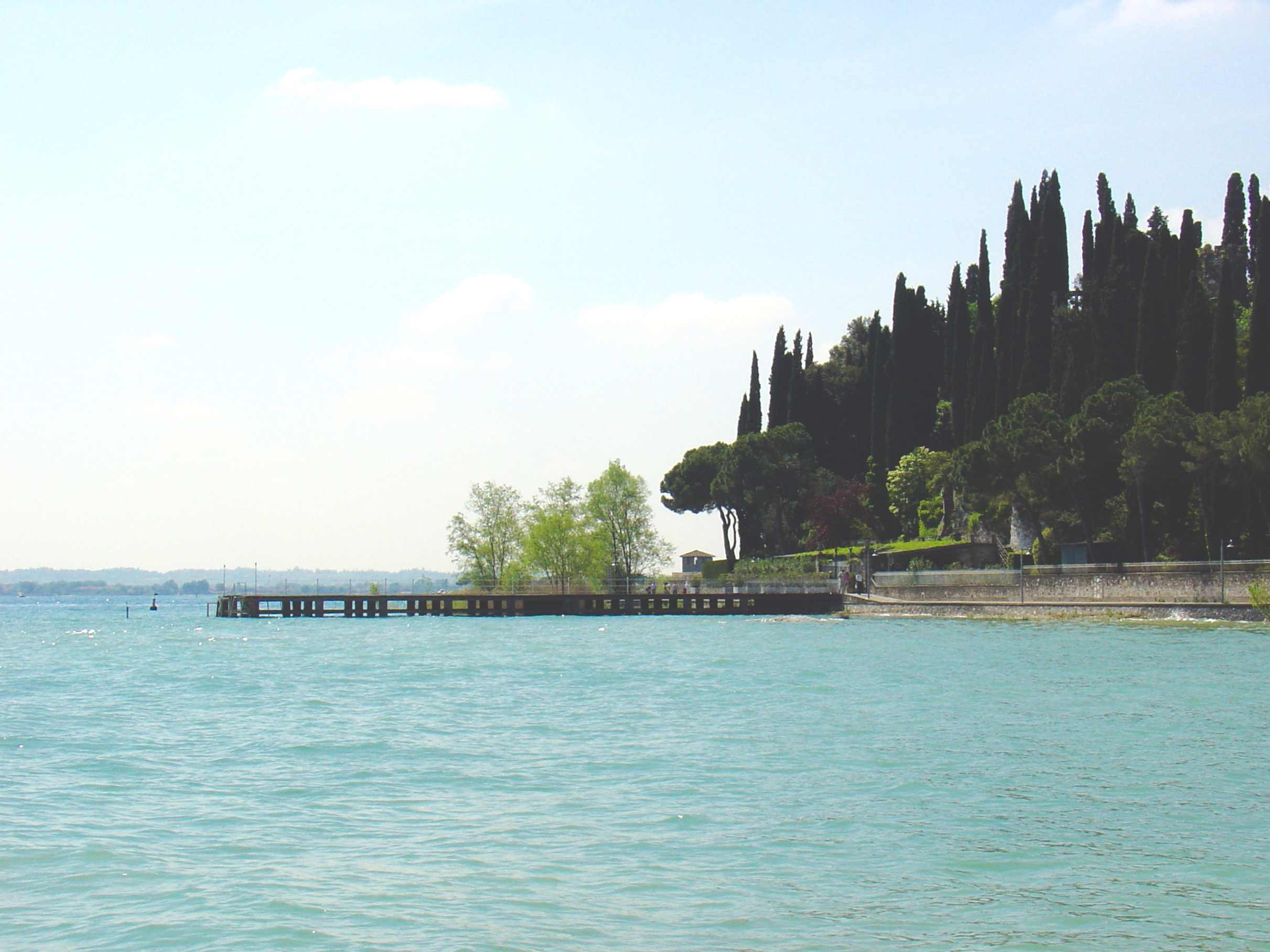
Steg der Villa Cortine
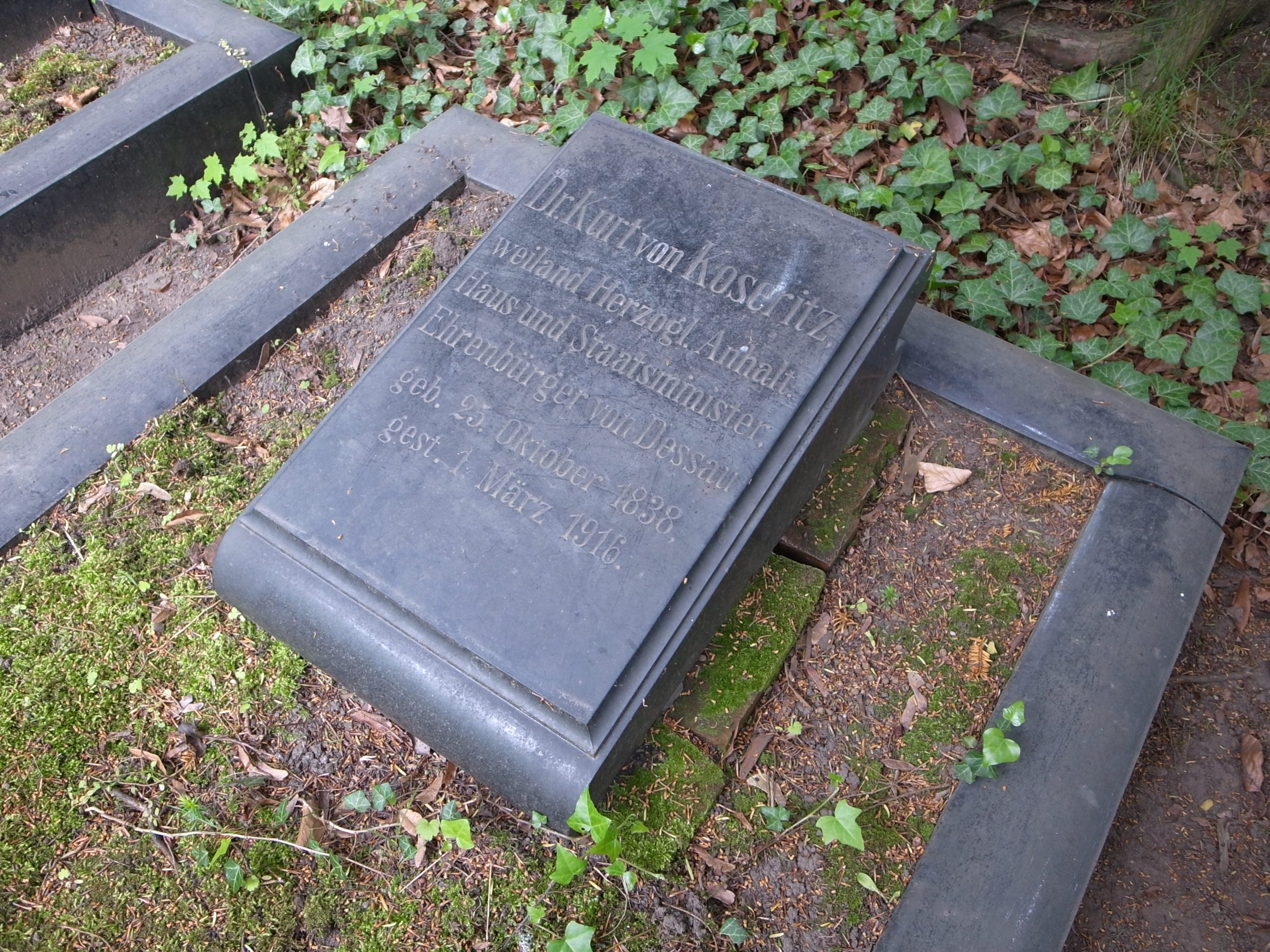
Grab in Dessau

## Ehrungen
- Charakterisierung als Wirklicher Geheimer Rat mit dem Titel Exzellenz (1892)
- Ehrenbürger der Stadt Dessau (1903)